# Kernexplosie

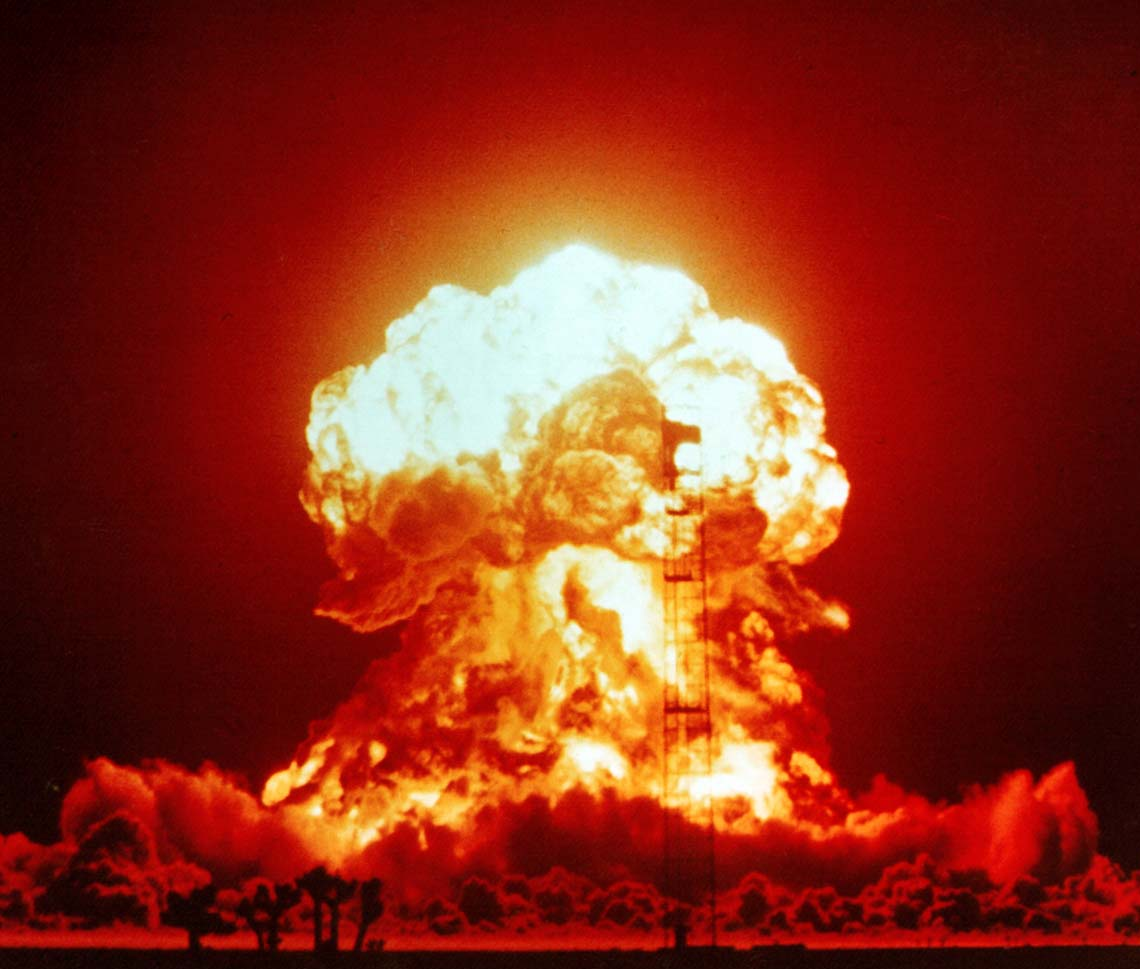
Een kernexplosie veroorzaakt door een bom van 23 kiloton, uitgevoerd op 18 april 1953

Een kernexplosie is een explosie die plaatsvindt als gevolg van de snelle vrijkoming van energie vanuit een kernreactie. De primaire reactie achter een kernexplosie kan zijn een kernsplijting, kernfusie of een combinatie van die twee.

## Kenmerken
Kernexplosies die plaatsvinden in de atmosfeer gaan vaak gepaard met een kenmerkende paddenstoelwolk. Deze wolk is echter geen specifiek kenmerk van een kernexplosie daar hij ook kan ontstaan als gevolg van een ander soort chemische explosie. Kernexplosies veroorzaken grote hoeveelheden straling en radioactief afval.
De energie die vrijkomt bij een kernexplosie in de troposfeer kan worden verdeeld in de volgende groepen;
- explosie — 40-50% van de totale energie,
- warmtestraling — 30-50% van de totale energie,
- ioniserende straling — 5% van de totale energie,
- fall-out — 5-10% van de totale energie.

## Kernexplosie als wapen
Een kernexplosie kan worden gecreëerd met behulp van een kernwapen zoals de atoombom of waterstofbom. In de geschiedenis is het slechts tweemaal voorgekomen dat een kernexplosie daadwerkelijk als wapen werd ingezet bij een oorlog. In de laatste dagen van de Tweede Wereldoorlog wierpen de Verenigde Staten twee kernbommen af, genaamd "Little Boy" en "Fat Man" op de Japanse steden Hiroshima en Nagasaki. De kernexplosies als gevolg hiervan resulteerden in de directe dood van ongeveer 120.000 mensen. De straling als gevolg van de explosies doodde in de jaren er op nog eens een groot aantal mensen.

## Andere doeleinden
Kernexplosies kunnen ook voor andere doeleinden worden ingezet, al is dit in de praktijk maar op beperkte schaal gebeurd. In 1976 werd er een verdrag opgesteld omtrent het gebruik van kernexplosies voor niet-militaire doeleinden.